# Magenta (1861)
El Magenta fue un buque acorazado de la Marina Francesa botado en 1859 en el puerto de Brest. 
Buque cabeza de su clase, de la que formaba parte su gemelo Solférino, el Magenta era un buque blindado o acorazado de finales del siglo XIX, similar al Gloire, también francés, al Numancia español o al Warrior británico. 

## El buque blindado
Este tipo de buques formaron parte de la transición del buque de madera al buque acorazado con placas de hierro.
Llamados "acorazados" en su época, no tenían nada que ver con el término de "acorazado" posteriormente adaptado al buque de potente blindaje y con cañones de gran calibre de principios del siglo XX y periodos de la Primera y la Segunda Guerras Mundiales (ejemplos: Kaiser; Yamato).
El término de "buque acorazado o buque blindado" es una denominación más adecuada para este tipo de buques y evita crear confusión con los acorazados de periodos posteriores.

## El Accidente de Tolón
El Magenta servía como buque almirante de la flota francesa del Mediterráneo en el momento de su destrucción, el 31 de octubre de 1875, cuando volvía de La Goleta, Túnez transportando antigüedades extraídas del sitio arqueológico de Cartago. 
Ese día se produjo un incendio a bordo mientras estaba fondeado en la rada del puerto mediterráneo de Tolón. La tripulación abandono el buque al no poder controlar el incendio que se acercaba a la santabárbara del barco, que explotó poco después y se hundió en el puerto bajo 15 metros de agua.
En el momento del accidente, el Magenta llevaba a bordo un cargamento de antigüedades cartaginesas embarcadas en La Goleta exhumadas por la misión arqueológica de 1874 dirigida por diplomático, arqueólogo y epigrafista francés. Jean-Baptiste Evariste Charles Pricot de Sainte-Marie. Entre las antigüedades, se encontraban 2 080 estelas púnicas provenientes de Cartago y una estatua de mármol de Vibia Sabina, emperatriz del Imperio Romano.

## Recuperación del naufragio
El naufragio fue localizado en abril de 1994. Tres campañas arqueológicas se efectuaron entre 1995 y 1998 por Max Guerout y el "Groupe de recherche en archéologie navale" con el fin de recuperar las estelas y la estatua.
En abril-mayo de 1995, se recupera la cabeza de la estatua de Sabina y en abril-mayo de 1997, alrededor de 60 fragmentos de estelas así como fragmentos de la estatua. Finalmente, en 1998, 77 fragmentos más de estelas son rescatados del mar.
Los restos de las estelas fueron dispersados entre diversas colecciones de la Biblioteca Nacional de Francia. La estatua aunque sin la cabeza por estar demasiado estropeada, se encuentra en el museo del Louvre, en París.
Después de la recuperación de estos restos arqueológicos, lo que quedaba del naufragio fue dinamitado a fin de limpiar, lo máximo posible, el acceso al puerto.